# ТУ2
ТУ2 — тепловоз, «Тепловоз узкоколейный, тип второй» четырёхосный серийный грузо-пассажирский тепловоз, с электрической передачей постоянного тока, для магистральной работы на железных дорогах, колеи 750 мм МПС СССР.

## История создания
В начале 1950-х годов возникла потребность в новом узкоколейном тепловозе, предназначенном в основном для работы на узкоколейных железных дорогах Министерства путей сообщения, а также на магистральных узкоколейных дорогах лесной и торфяной промышленности с большим грузооборотом. К разработке приступил Калужский машиностроительный завод.
Опытный образец тепловоза был изготовлен в 1954 году. В заводской документации первоначально он обозначался как МЭУ-1 (мотовоз с электрической передачей узкоколейный тип первый). Однако к моменту сдачи приёмочной комиссии он был переименован в ТУ1, что больше соответствовало действительности: его никак нельзя было отнести к категории мотовозов, то есть локомотивов мощностью до 150 л. с. с механической передачей. Более того, его можно даже считать первым в СССР узкоколейным тепловозом в классическом понимании.
Было построено два тепловоза. Для проведения испытаний первый из них был передан на Шатурский полигон ЦНИИ МПС. Испытания показали полную непригодность машины к серийному выпуску. Неудачно выбранные параметры противокомпаундных обмоток главного генератора не позволяли полностью использовать мощность дизеля и достигать расчетных тяговых характеристик. Так, зачастую тепловоз мог тронуть с места груженый состав только на высших позициях контроллера.
С целью устранения выявленных недостатков специально для этого тепловоза был разработан новый главный генератор, установленный взамен примененного на ТУ1 типового, незначительной модернизации подверглась также тормозная система тепловоза. Высоковольтная камера, размещенная возле самого пола дизельного помещения и потому неудобная в обслуживании, была существенно увеличена в размерах и перемещена на боковую стенку тепловоза за кабиной машиниста. Для этого было ликвидировано одно окно в дизельном помещении между окном кабины и холодильной секцией со стороны помощника машиниста — наиболее заметное внешнее отличие первых тепловозов от серийных ТУ2.
В таком виде осенью 1956 года на Калужском машиностроительном заводе начался серийный выпуск тепловоза под маркой ТУ2.

## Общая информация

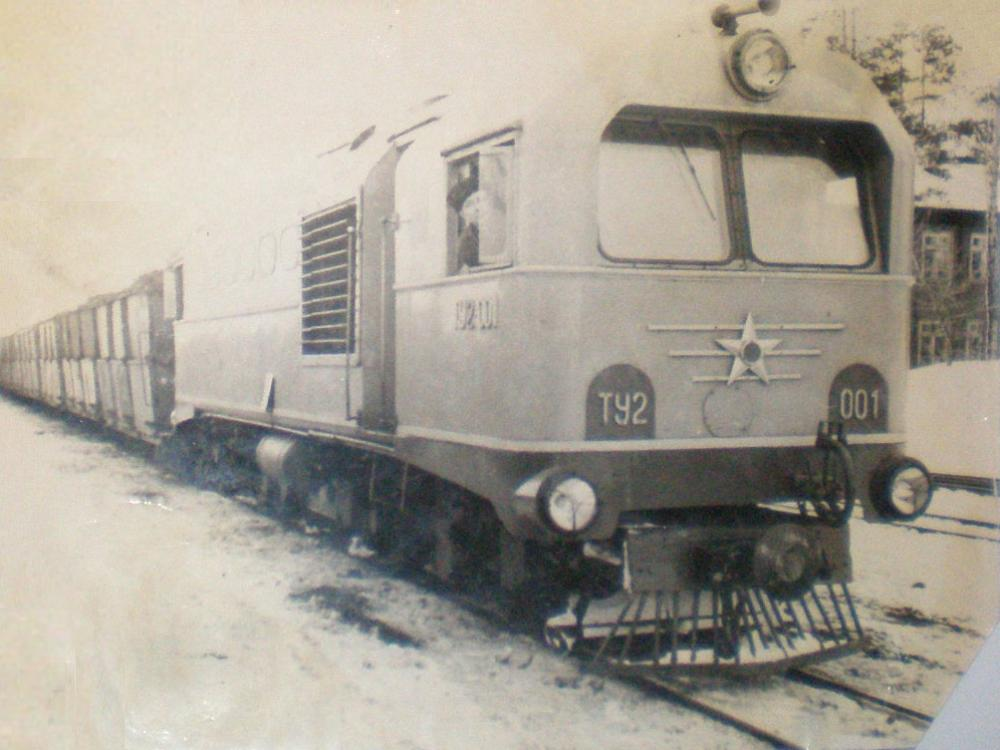
ТУ2-001 на Каринской УЖД, изначально выпущенный для колеи 1000 мм

Тепловоз ТУ2 предназначен для вождения пассажирских и грузовых поездов на узкоколейных железных дорогах колеи 750 мм. Он создан на базе ТУ1 и отличается от него установкой новой дизель-генераторной установки (ДГУ).
Производство тепловоза началось в 1956 г. на Калужском машиностроительном заводе. Тепловозы строились до 1959 г. Всего было выпущено около 300 тепловозов этой серии.
Так же по некоторым данным существовала модификация ТУ2 на колею 1000 мм. Она имела ту же серию и была выпущена в количестве 4 экземпляров с отдельной нумерацией 001—004. Достоверно известно, что ТУ2-001 из этой серии был переделан на колею 750 мм и эксплуатировался на торфовозной Каринской узкоколейной железной дороге в Кировской области.
Несмотря на то что тепловоз разработан в 1953 году, по сей день остается одним из лучших локомотивов (качество + надёжность), построенных в СССР. Благодаря удачной конструкции и внешнему сходству с магистральными локомотивами колеи 1520 мм, он был принят в эксплуатацию в качестве учебного локомотива на детских железных дорогах СССР.
По состоянию на 2016 год, большая часть тепловозов этой серии была списана, по состоянию на 2000-е и 2010-е годы производится их постепенная замена на тепловозы ТУ7 и ТУ10. Несколько десятков тепловозов ТУ2, в первую очередь на детских железных дорогах, продолжают работать с поездами или находятся в законсервированном состоянии. Значительная часть локомотивов, эксплуатировавшихся ранее на детских железных дорогах, была сохранена и установлена в качестве памятников, также несколько тепловозов сохранилось на Аукштайтской узкоколейной железной дороге. Часть списанных тепловозов была заброшена или использована в качестве бытовок, остальные порезаны на металлолом.
Тепловоз ТУ2-081 (Оренбургская ж/д на 1958 год, построен 07.1956, списан 25.11.1984) в фильме "Иван Бровкин на целине" доставляет на целину сослуживца Ивана Бровкина  - ефрейтора Мухтара Абаева и доктора Ирину Николаевну.

### Технические характеристики

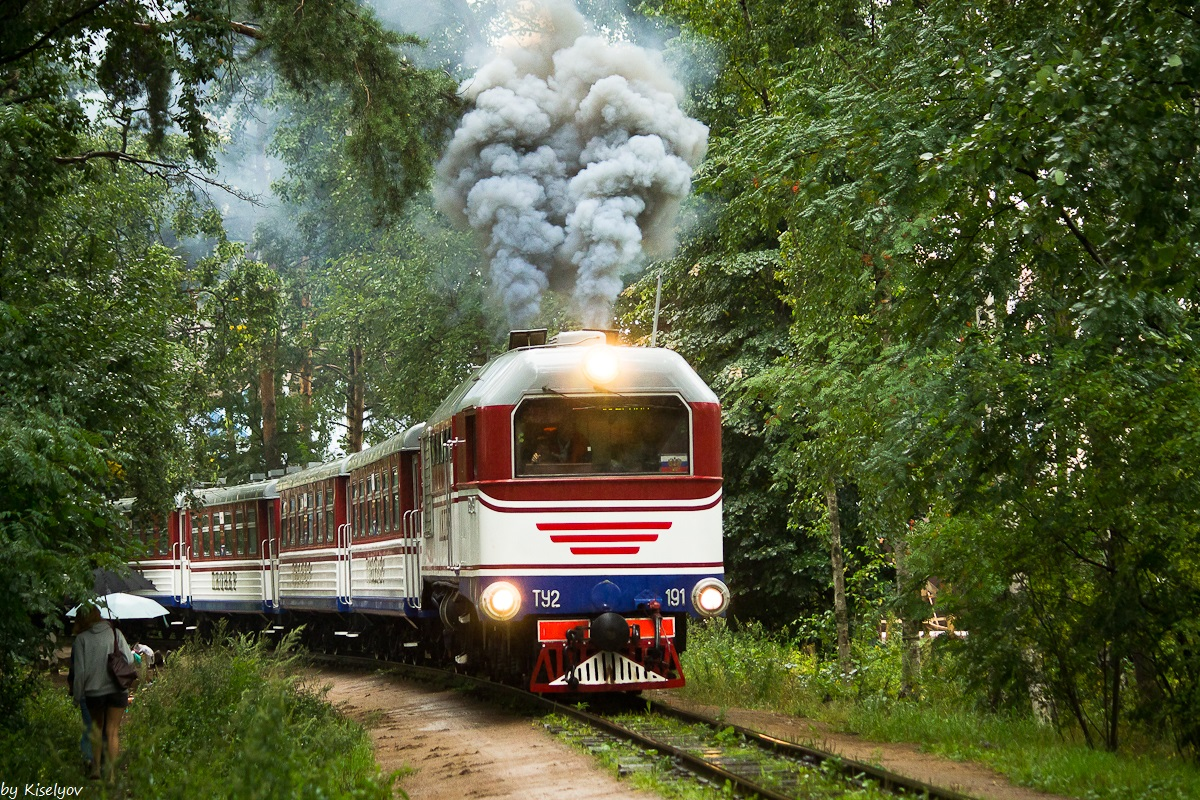
ТУ2-191 с поездом испускает дым

- Тип: вагонный, с двумя постами управления и электрической передачей;
- Род службы: грузо-пассажирский, при необходимости можно использовать как маневровый (впрочем как и все остальные локомотивы);
- Осевая формула: 2О — 2О;
- Число ведущих осей: 4;
- тележек: 2;
- Мощность силовой установки: 300 л.с.
- Конструкционная скорость: 50 км/час;
- Вес служебный при полной экипировке: 32 000 кг;
- Давление на рельс от каждой оси: 8 000 кг;
- Запас топлива: 700 л;
- Запас масла в системе: 120 л;
- Запас песка: 200 кг;
- Запас воды в системе охлаждения с котлом—подогревателем: 185 л;
- Наименьший радиус проходимых кривых: 50 м;
- Максимально достигнутая скорость: 76 км/ч;

## Конструкция
Кузов тепловоза установлен на две двухосные тележки, у которых все оси ведущие. В передней и задней частях кузова расположена кабина машиниста, а в средней — машинное отделение. В кабинах находятся посты управления, на которых размещены приборы управления тепловозом и контроля за работой отдельных агрегатов. В машинном отделении размещены: дизель-генераторная установка (состоящая из дизеля 1Д12 и спаренного с ним через гибкую или пальцево-втулочную муфту главного генератора), компрессор Э400, холодильник с вентилятором и масляными и водяными радиаторами, высоковольтная камера, котёл-подогреватель, возбудитель, вспомогательный генератор.

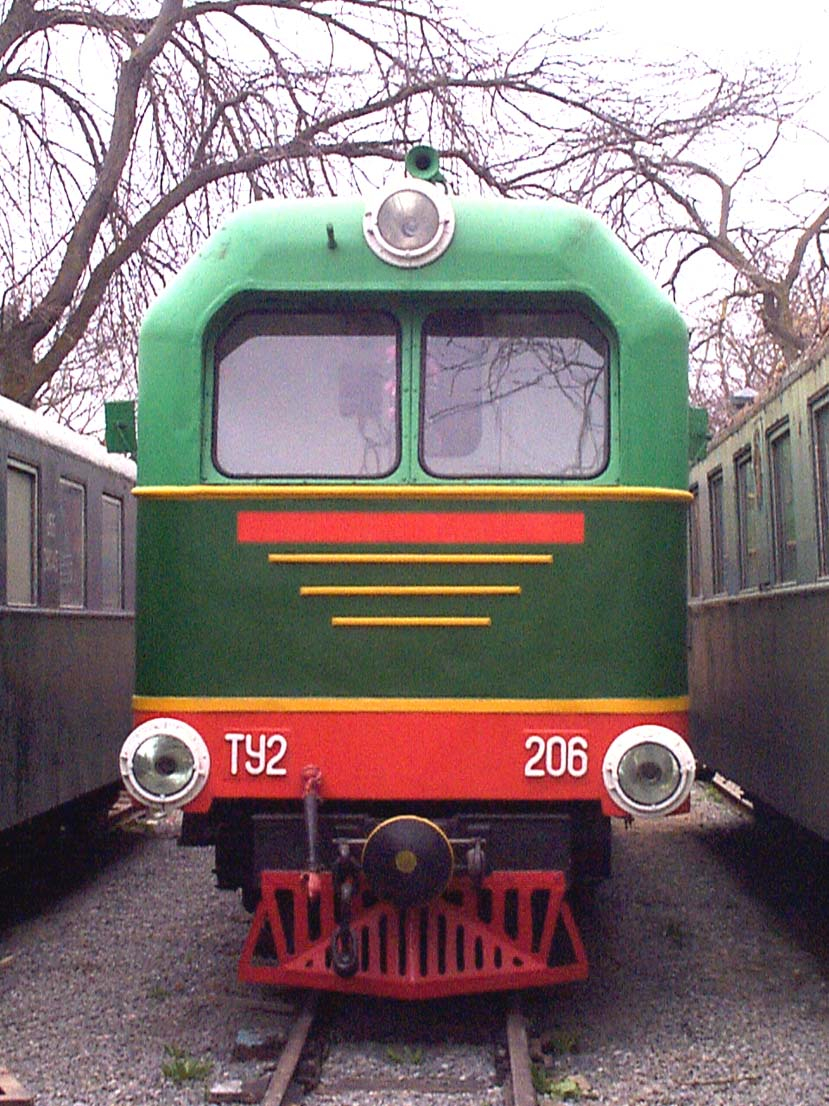
ТУ2-206, вид спереди
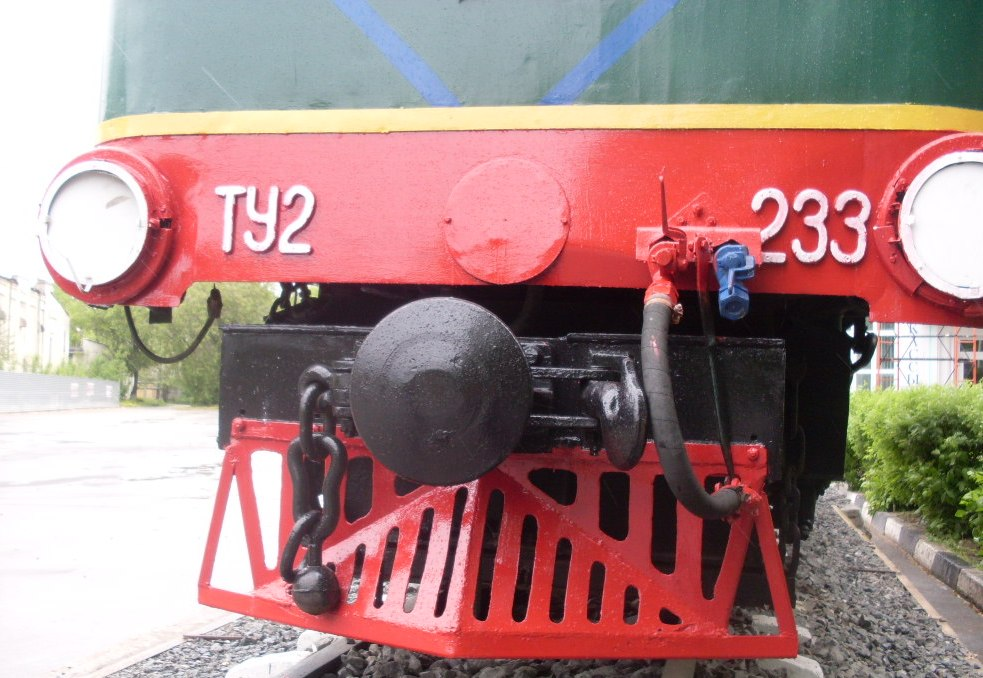
Буфер и сцепка тепловоза
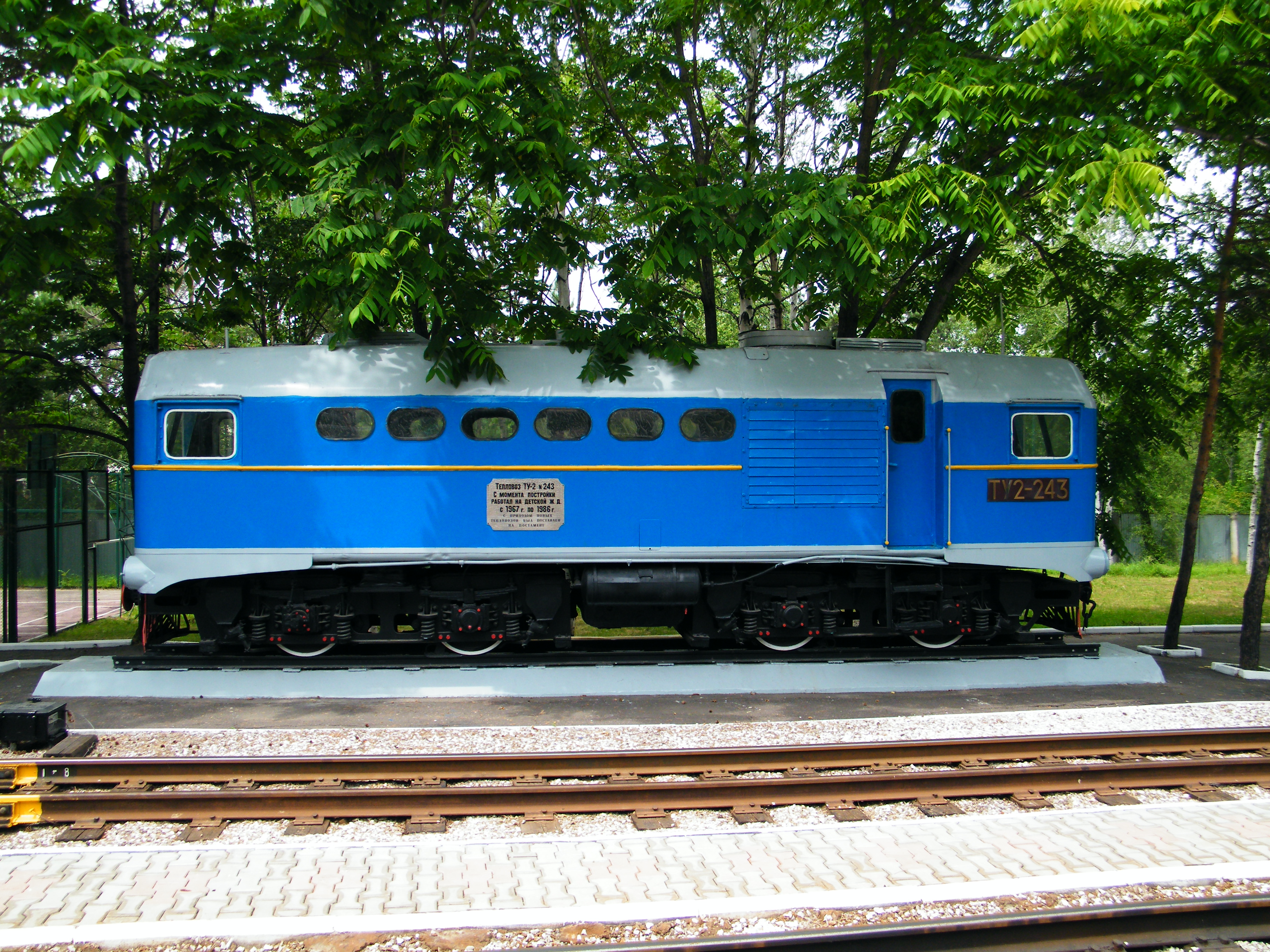
ТУ2-243, вид сбоку

### Основные агрегаты тепловоза
| Дизель                                                    | Тяговый генератор                                     | Тяговый электродвигатель                    | Возбудитель                    | Вспомогательный генератор                        | Аккумуляторная батарея                    | Холодильник                                        | Компрессор                                                | Другое вспомогательное оборорудование                                                 |
| --------------------------------------------------------- | ----------------------------------------------------- | ------------------------------------------- | ------------------------------ | ------------------------------------------------ | ----------------------------------------- | -------------------------------------------------- | --------------------------------------------------------- | ------------------------------------------------------------------------------------- |
| Тип: 1Д12                                                 | Тип: МПТ-49/25-3                                      | Тип: ДК-806А                                | Тип: ПН-28,5                   | Тип: ПН-28,5 (с измененной обмоткой возбуждения) | 5 секций типа 6СТЭН-140М                  |                                                    | Тип: Э-400                                                |                                                                                       |
| Номинальная мощность: 400 л. с.                           | Номинальная мощность: 195 кВт                         | Количество на тепловоз: 4                   | Мощность: 2 кВт                | Мощность: 1,7 кВт                                | Номинальное напряжение одной секции: 12 В | Поверхность охлаждения водяного радиатора: 53 м2   | Число оборотов вала компрессора: 1020 об/мин              | Электродвигатель вспомогательного топливоподкачивающего насоса                        |
| Скорость вращения коленвала: 500 об/мин                   | Номинальное напряжение: 450 В                         | Мощность: 55 кВт                            | Скорость вращения: 1430 об/мин | Скорость вращения: 2860 об/мин                   | Зарядный ток: 10 А                        | Поверхность охлаждения масляного радиатора: 4,8 м2 | Производительность, при противодавлении 8 атм: 0,7 м3/мин | Вентиляторы охлаждения тяговых электродвигателей                                      |
| Диаметр цилиндра: 150 мм                                  | Максимальное напряжение: 780 В                        | Длительный ток: 200 А                       | Напряжение: 115 В              | Напряжение: 75 В                                 | Стартерный ток: 360 А                     | Ёмкость водяного радиатора: 15 л                   |                                                           | Высоковольтная камера (с различными контакторами и реле, а также поездным реверсором) |
| Рабочий объём всех цилиндров: 38,8 л                      | Длительный ток: 434 А                                 | Напряжение: 275 В                           | Ток: 17,4 А                    | Ток: 23 А                                        |                                           | Ёмкость масляного радиатора: 2,85 л                |                                                           |                                                                                       |
| Давление топлива для вспышки: 75 кг/см3                   | Щетки: ЭГ-4                                           | Максимальная скорость вращения: 1650 об/мин |                                |                                                  |                                           | Диаметр вентилятора: 990 мм                        |                                                           |                                                                                       |
| Давление масла: 6-9 кг/см3                                | Завод-изготовитель: Харьковский завод «Электротяжмаш» | Количество главных полюсов: 4               |                                |                                                  |                                           | Расход воздуха, при 1500 об/мин: 8,5 м3/сек        |                                                           |                                                                                       |
| Объём системы охлаждения (только дизеля): 35 л            |                                                       | Количество дополнительных полюсов: 4        | Вес: 96 кг                     | Вес: 96 кг                                       |                                           |                                                    |                                                           |                                                                                       |
| Сухой вес: 1800 кг                                        |                                                       | Щетки: ЭГ-2А                                |                                |                                                  |                                           |                                                    |                                                           |                                                                                       |
| Завод-изготовитель: Барнаульский машиностроительный завод |                                                       | Завод-изготовитель: Московский завод Динамо |                                |                                                  |                                           |                                                    |                                                           |                                                                                       |

### Интерьер

#### Кабина машиниста

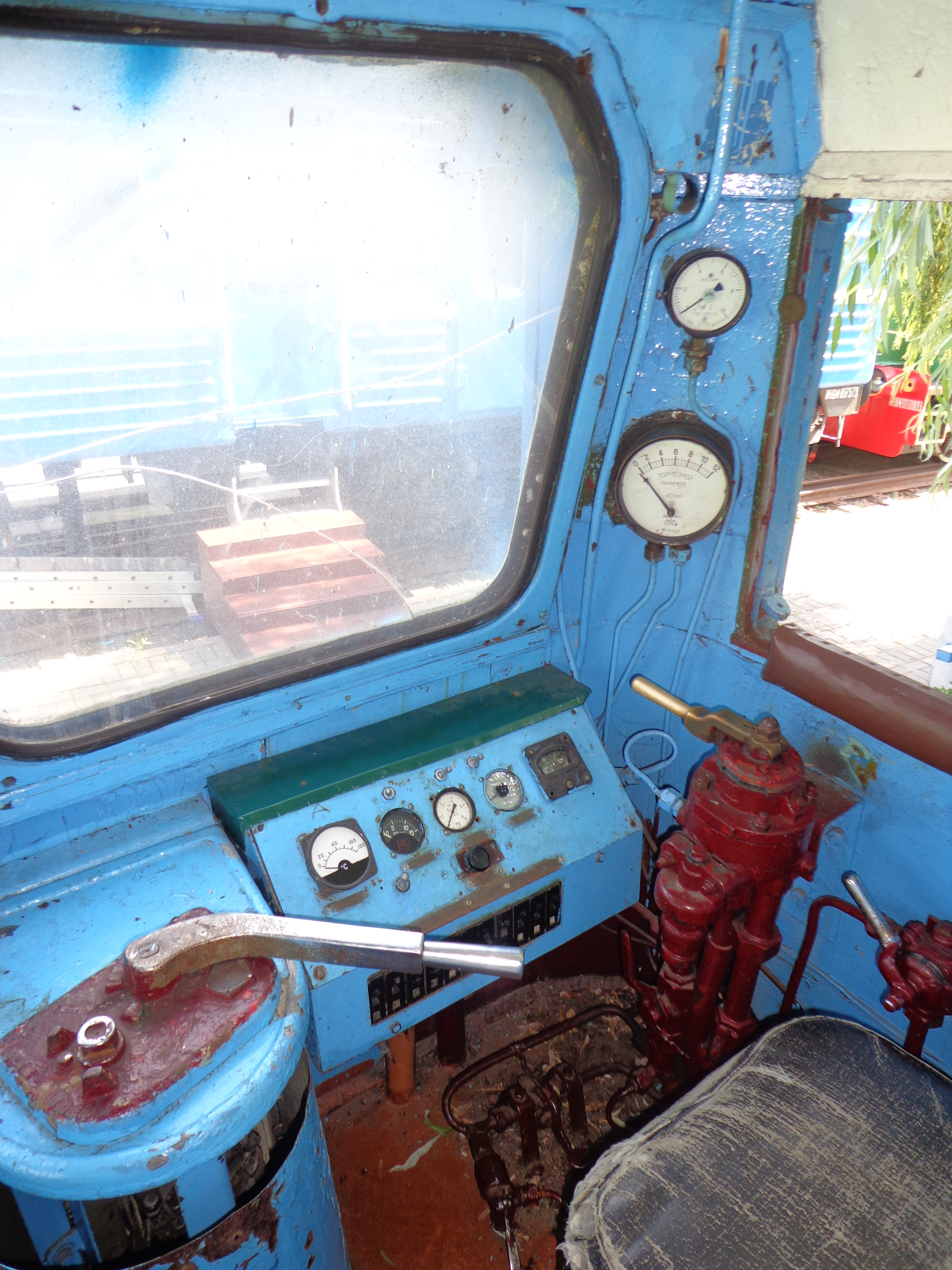
Поездка в кабине ТУ2
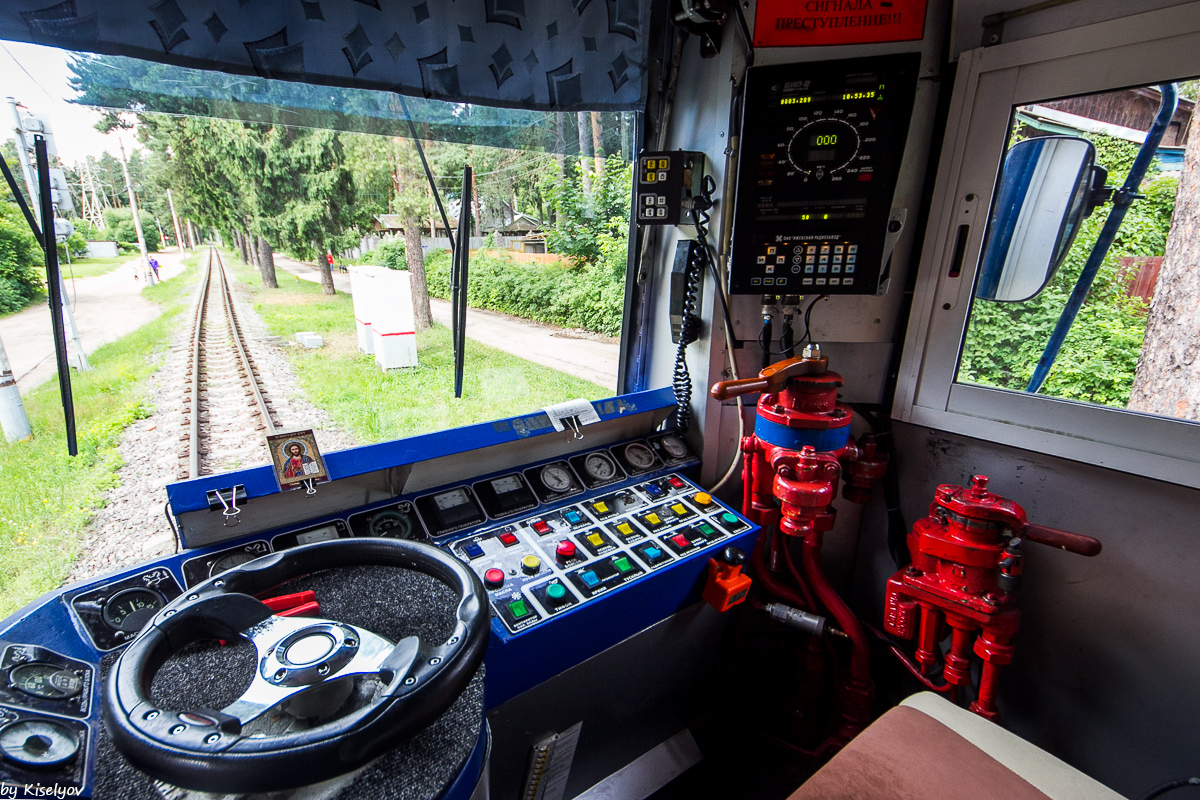
Кабина ТУ2
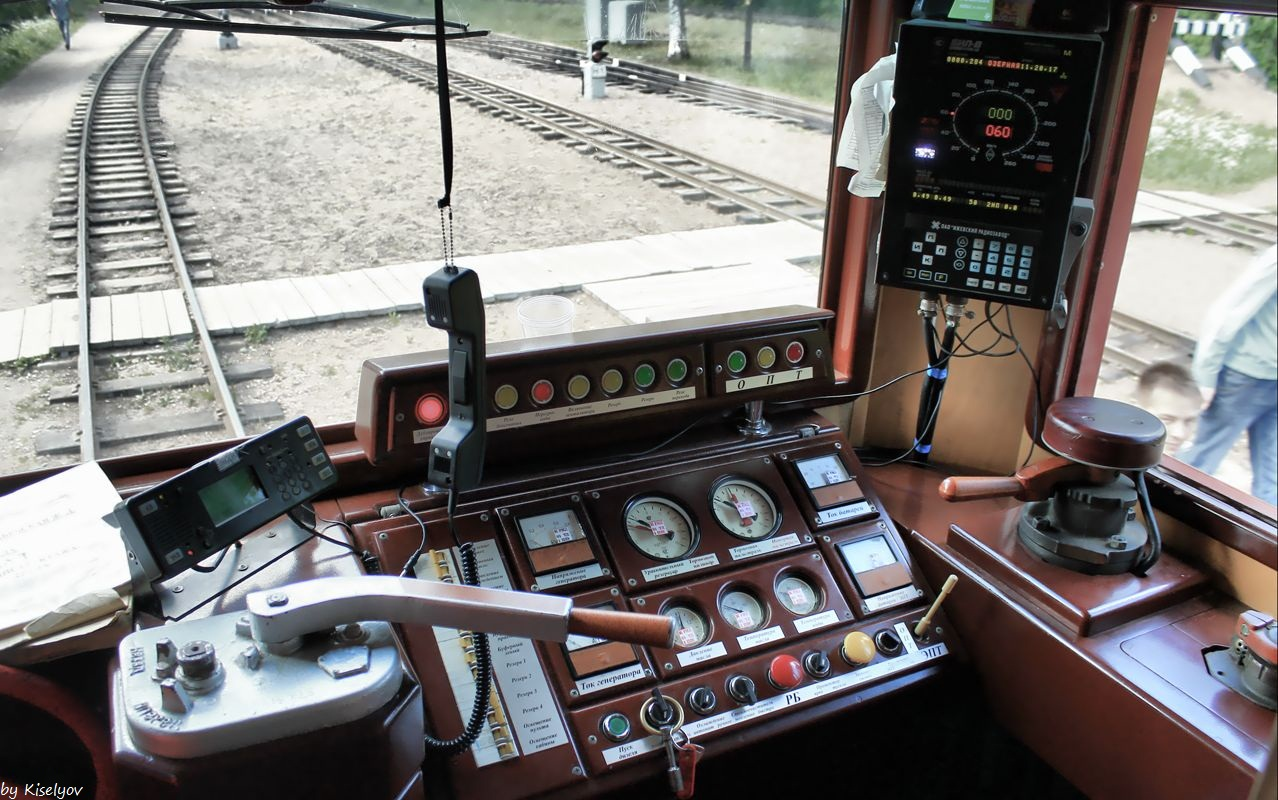
Кабина ТУ2-129
- Кабина ТУ2-191

#### Машинное отделение

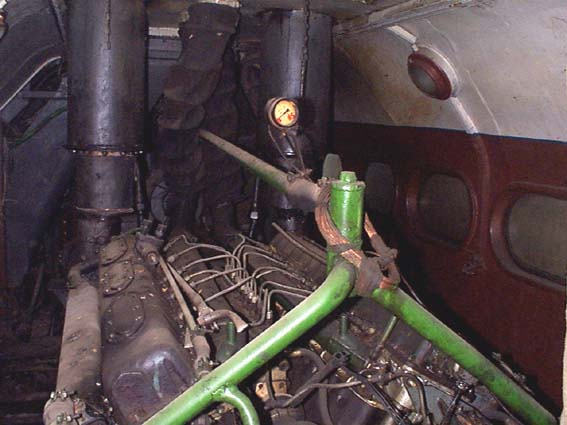
Дизель тепловоза
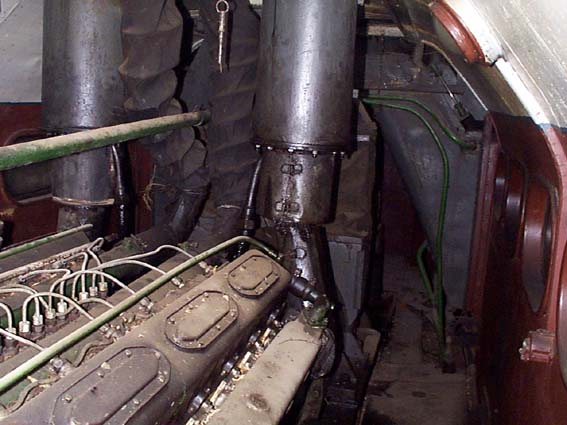
Дизель и холодильник тепловоза

## Модификации

ТУ2К-078

Существует несколько модификаций тепловоза ТУ2 осуществлённых в депо :
1. В депо Засулаукс у ТУ2-244 была модернизирована выхлопная система, а на крыше был установлен маслосборник, после чего этот тепловоз стал именоваться ТУ2М-244.
2. На ДЖД в Кратово на ТУ2-078, ТУ2-129 были установлены новые кабины.
3. На Харьковской ДЖД был модернизирован ТУ2-125, на его базе был создан локомотив ТЭУ3-001.
4. На ТУ2-054 вместо ударно-упряжного прибора установлена винтовая сцепка.
5. ТУ2м и ТУ2мк — модификации тепловоза уменьшенной массы и с капотным типом кузова, напоминающий по геометрическим параметрам кузов электростанции ЭСУ1.

- ТУ2-053 с пассажирским поездом на Иркутской ДЖД
- ТУ2-173 с пассажирским поездом на Ростовской ДЖД

## Фотографии

Варианты окраски тепловозов
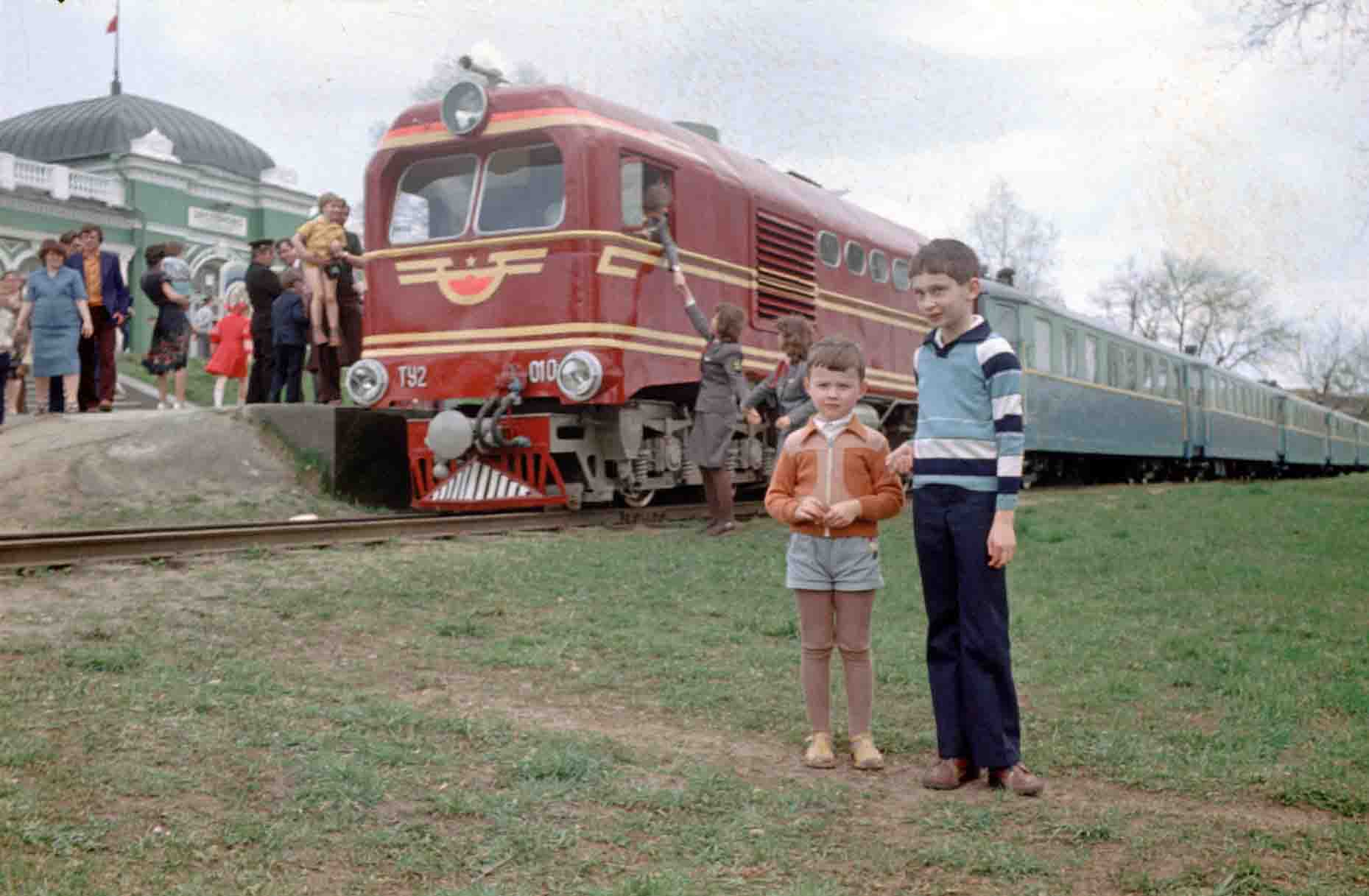
ТУ2-010 в Минске
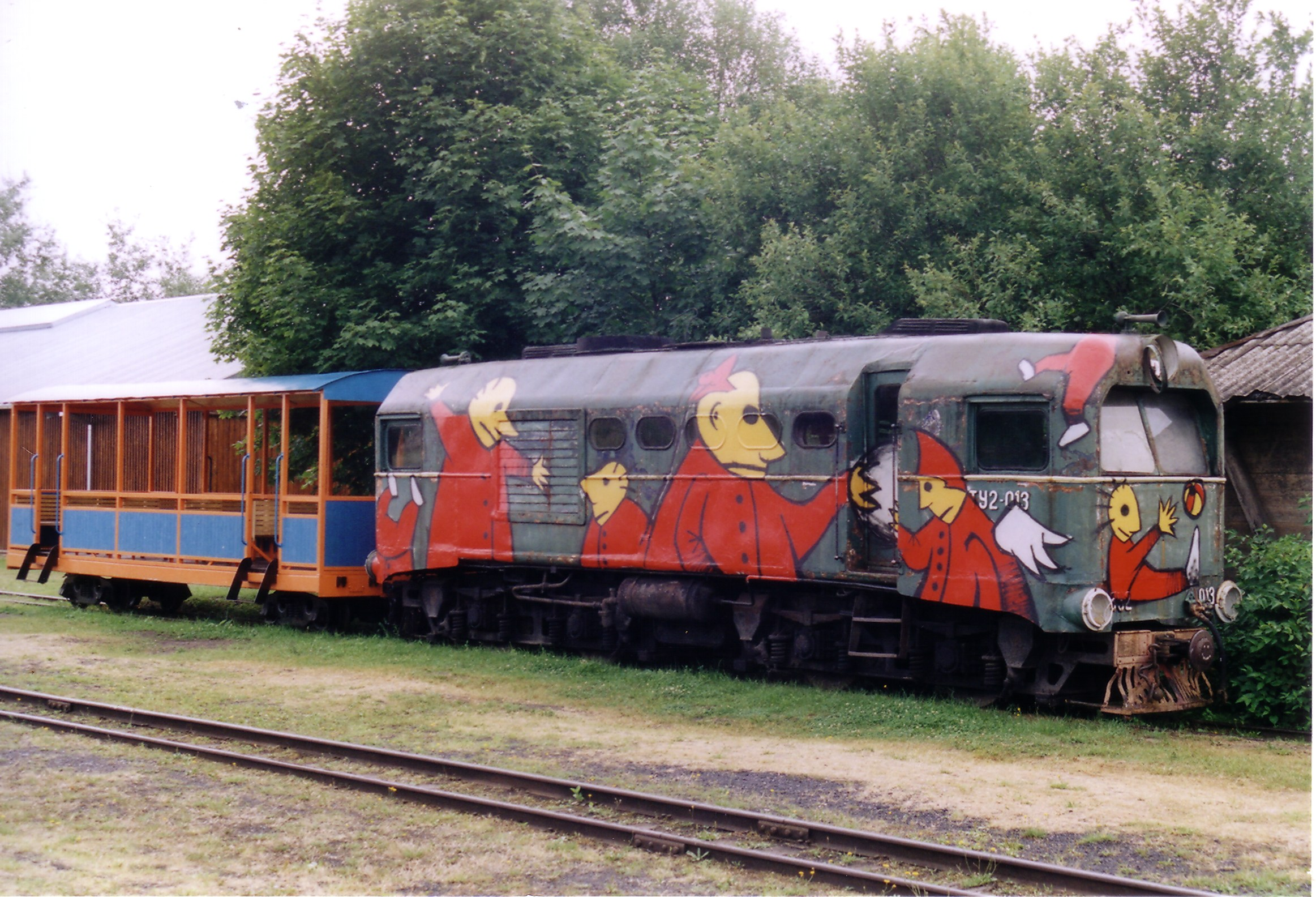
ТУ2-013 в Аникщяе
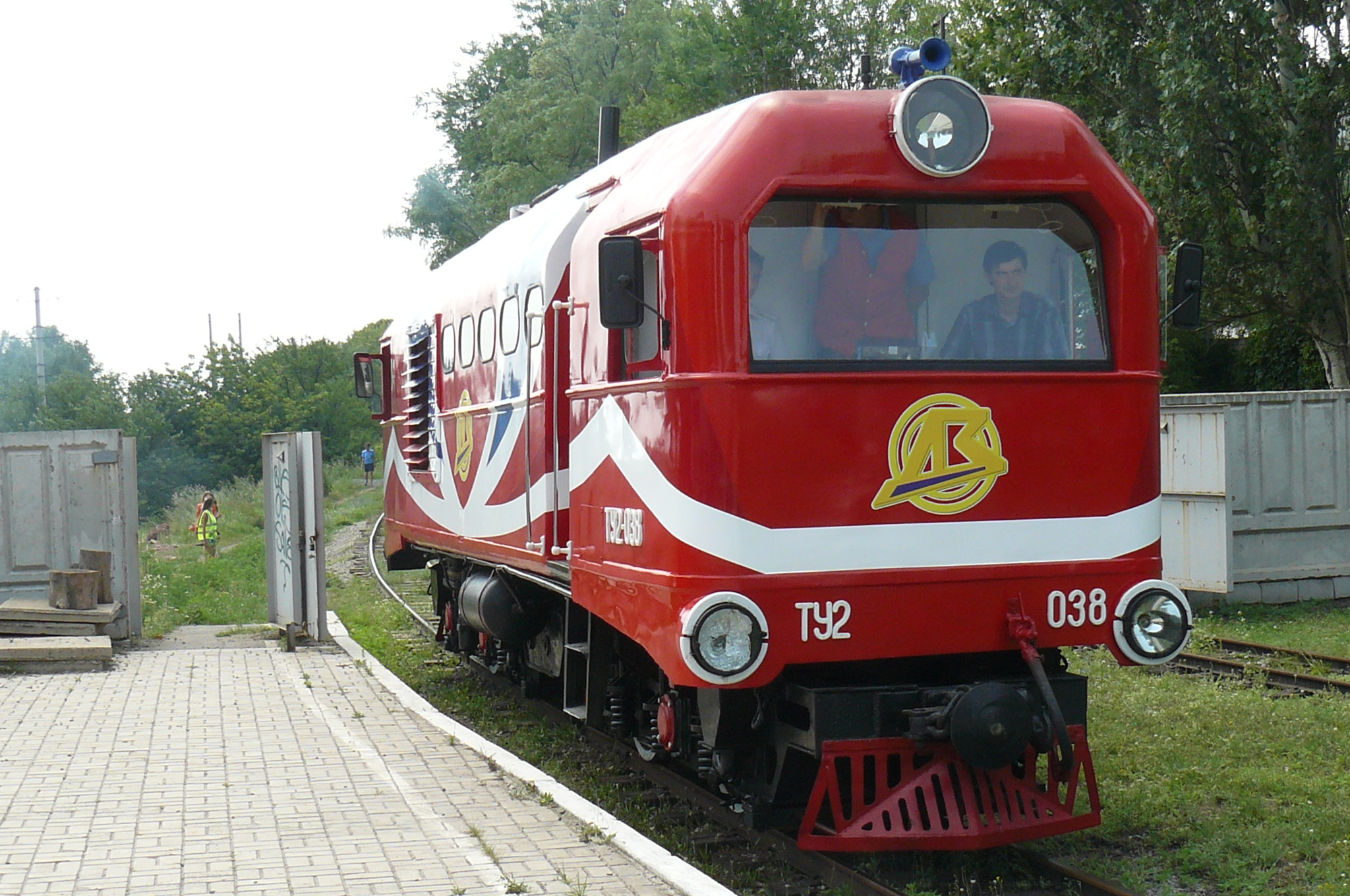
ТУ2-038 в Донецке
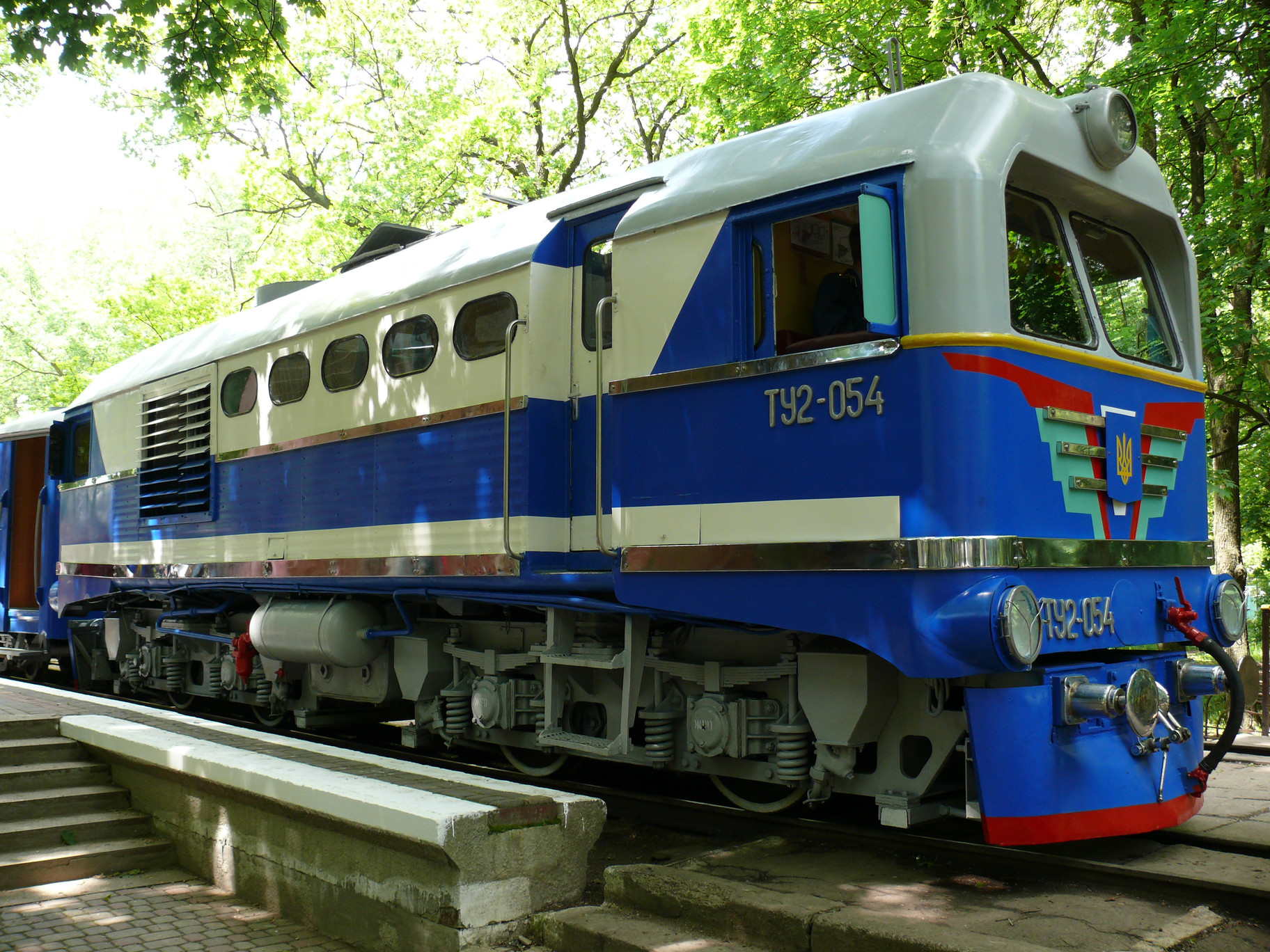
ТУ2-054 в Харькове
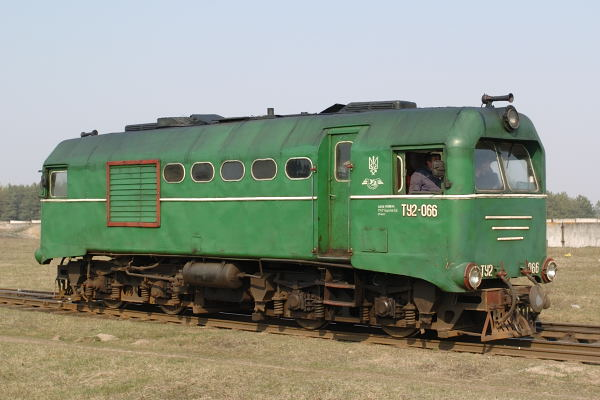
ТУ2-066 в Заречном
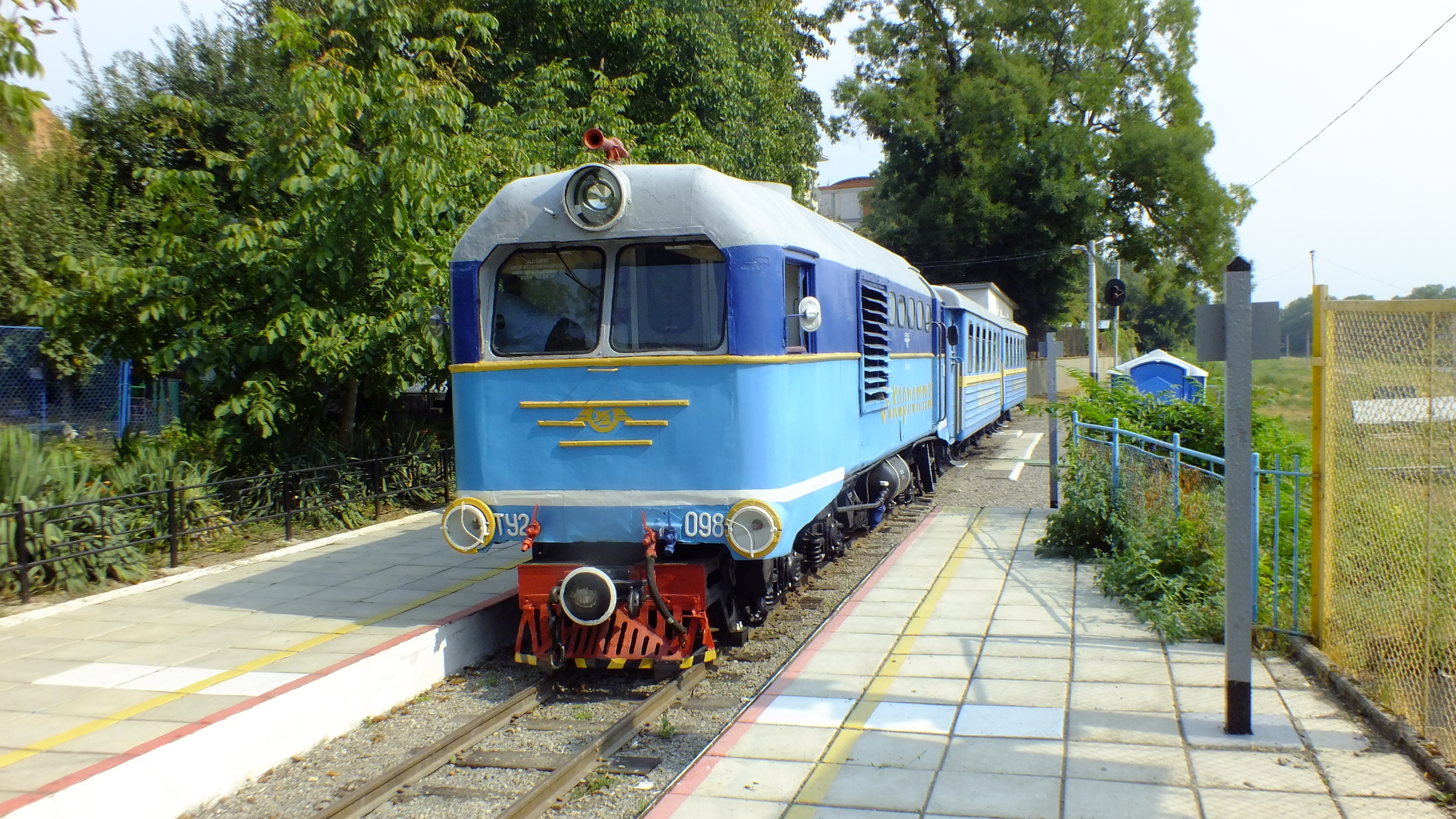
ТУ2-098 в Ужгороде
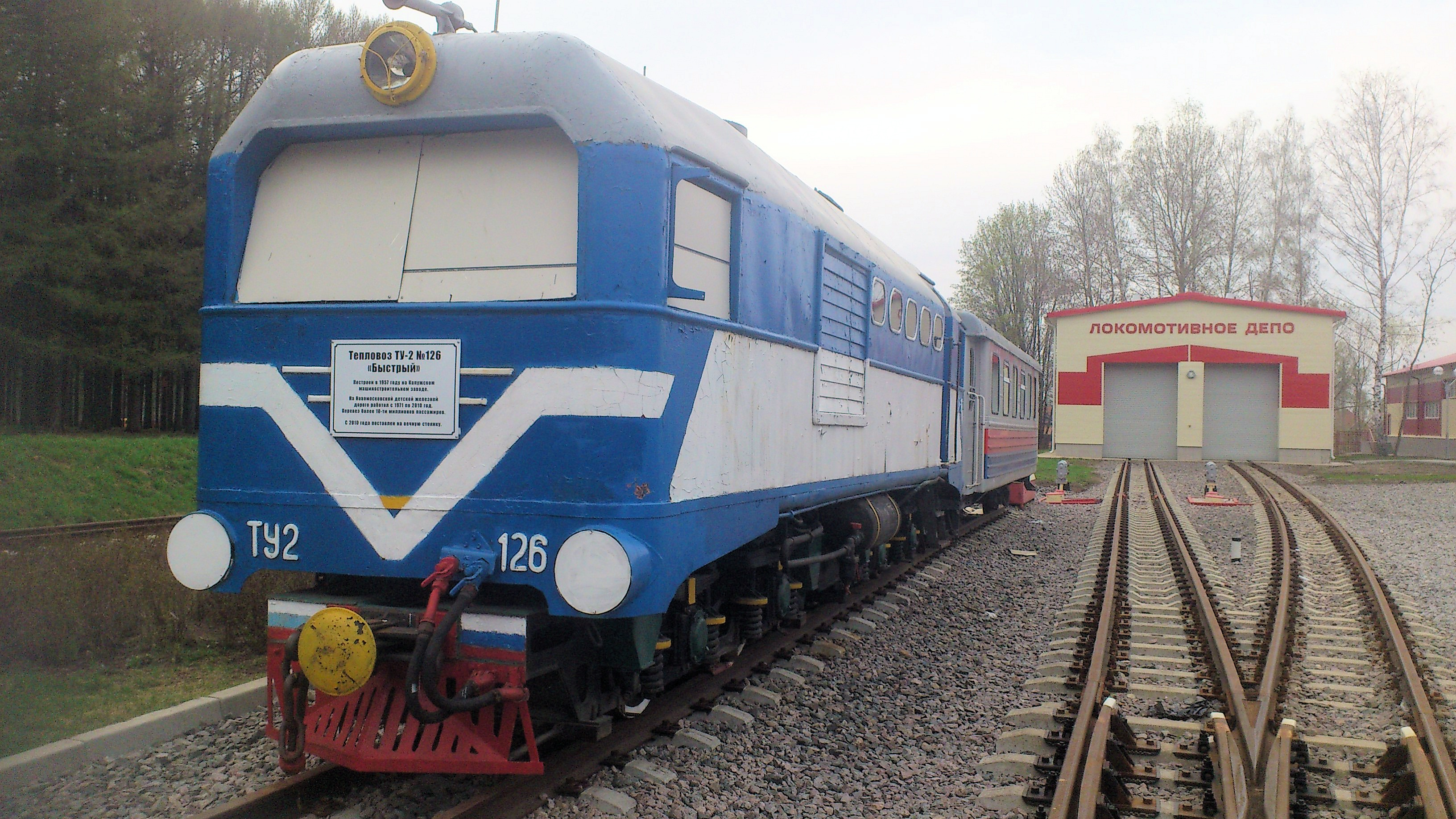
ТУ2-126 в Новомосковске
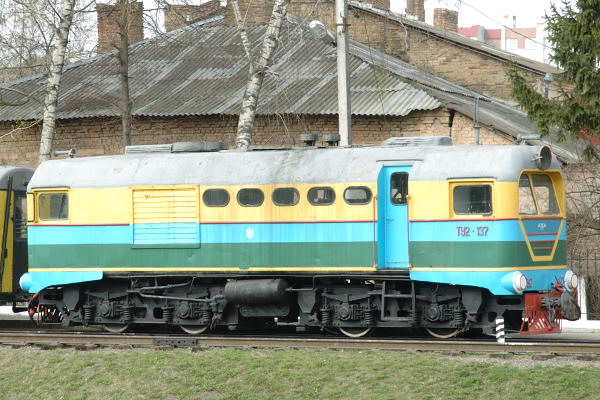
ТУ2-137 в Ровно
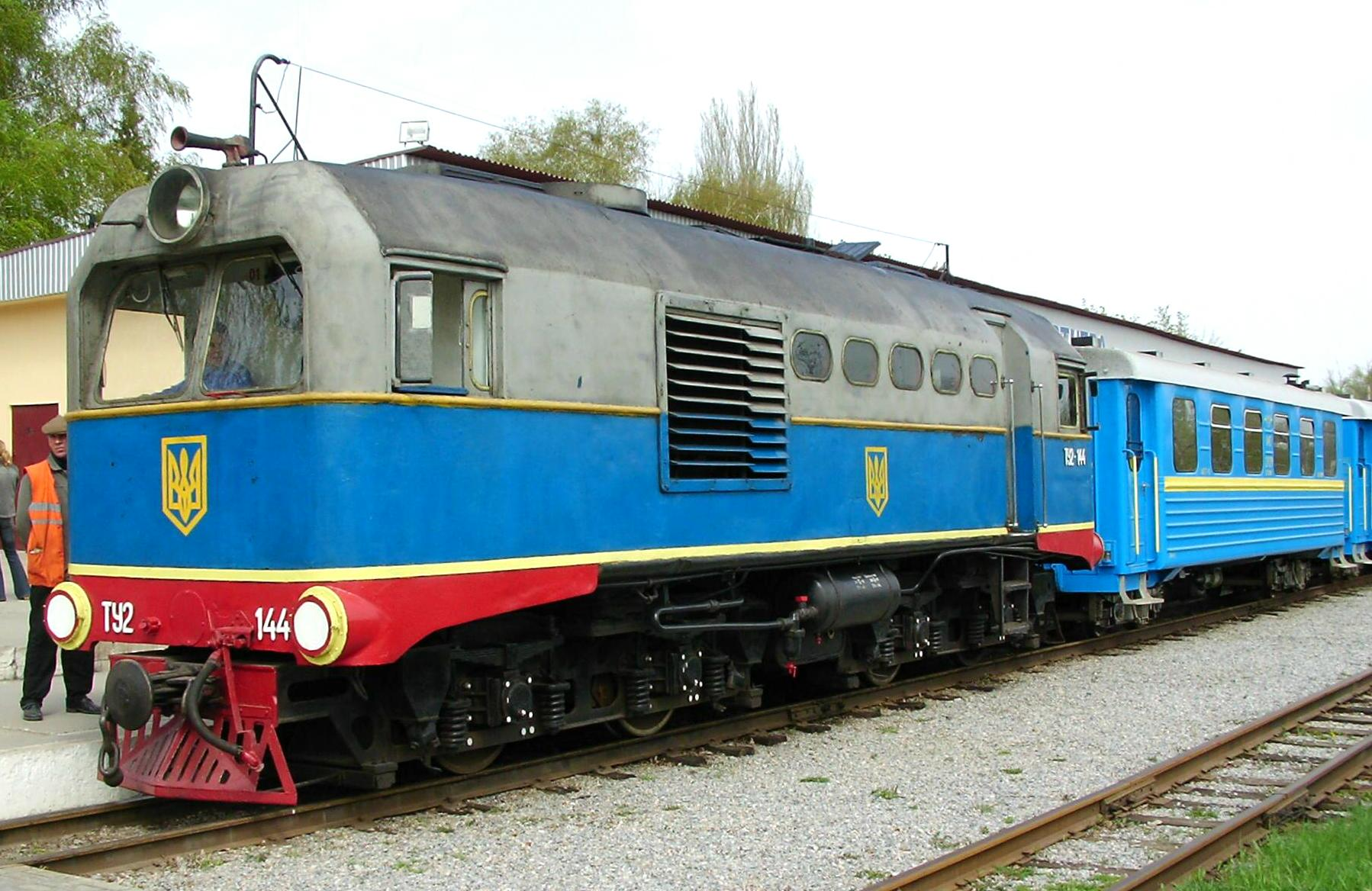
ТУ2-144
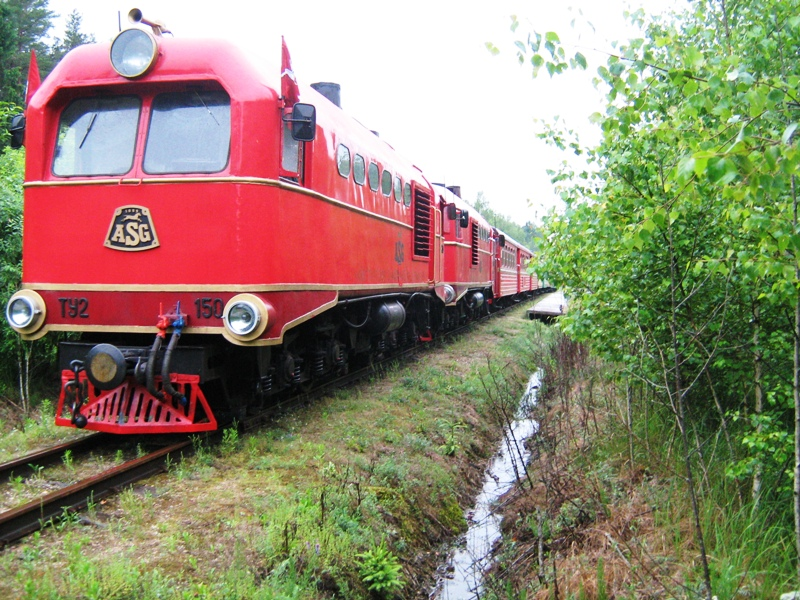
ТУ2-150
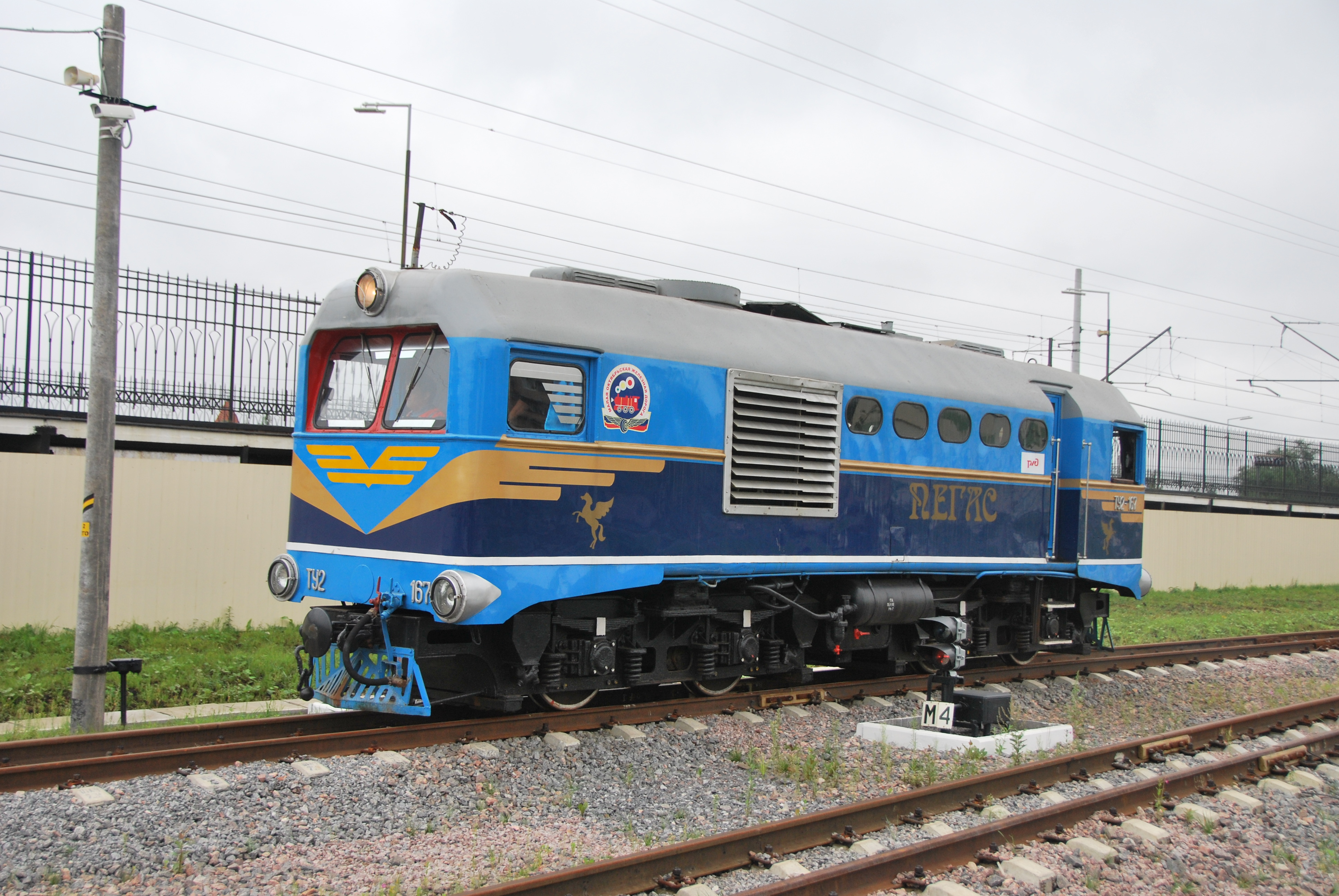
ТУ2-167 в Санкт-Петербурге
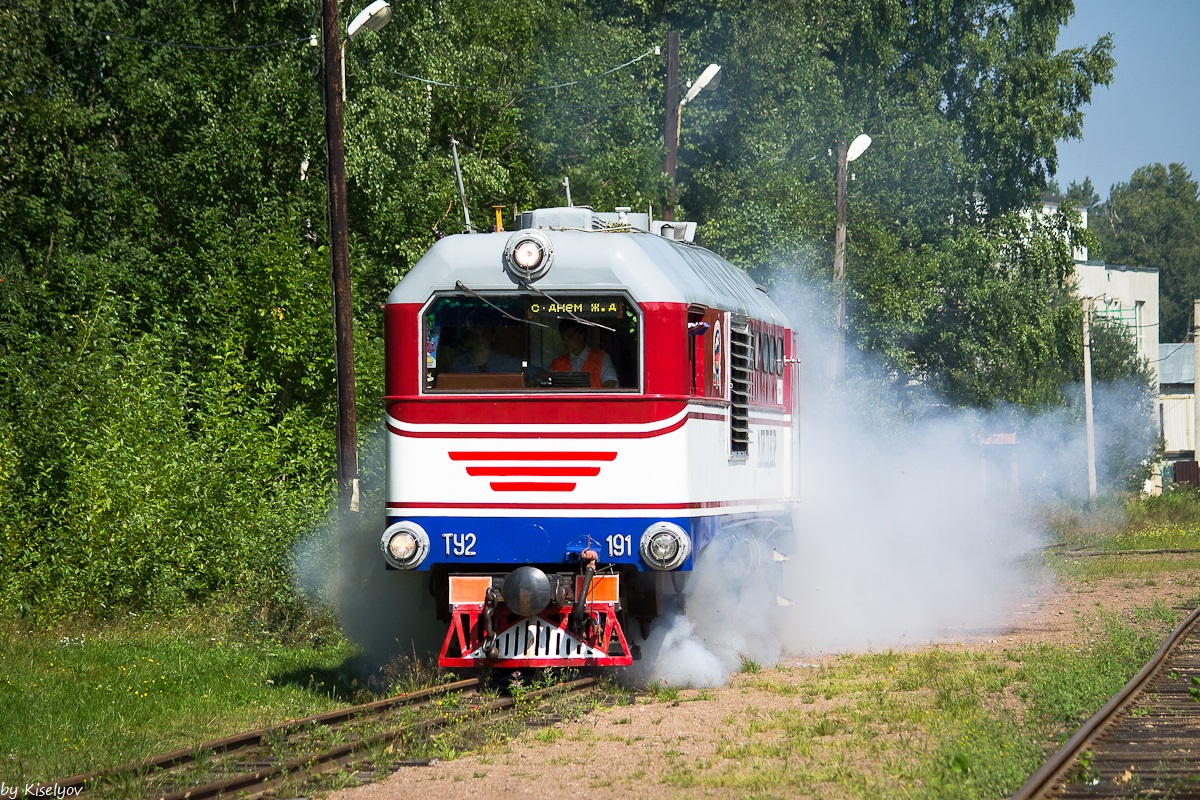
ТУ2-191 в Санкт-Петербурге. Проезд по петардам
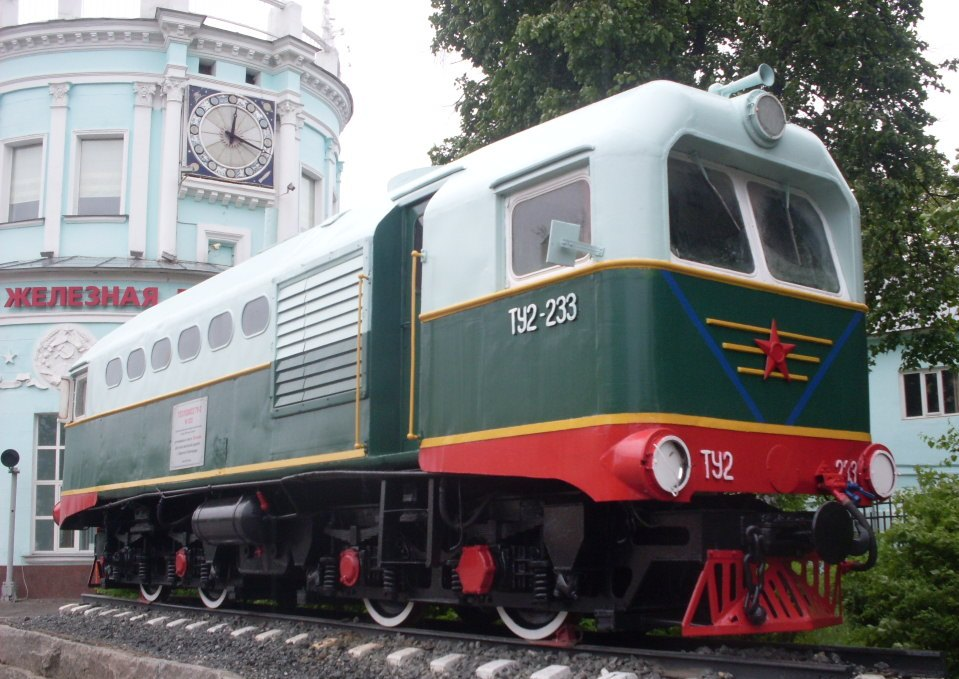
ТУ2-233 в Нижнем Новгороде
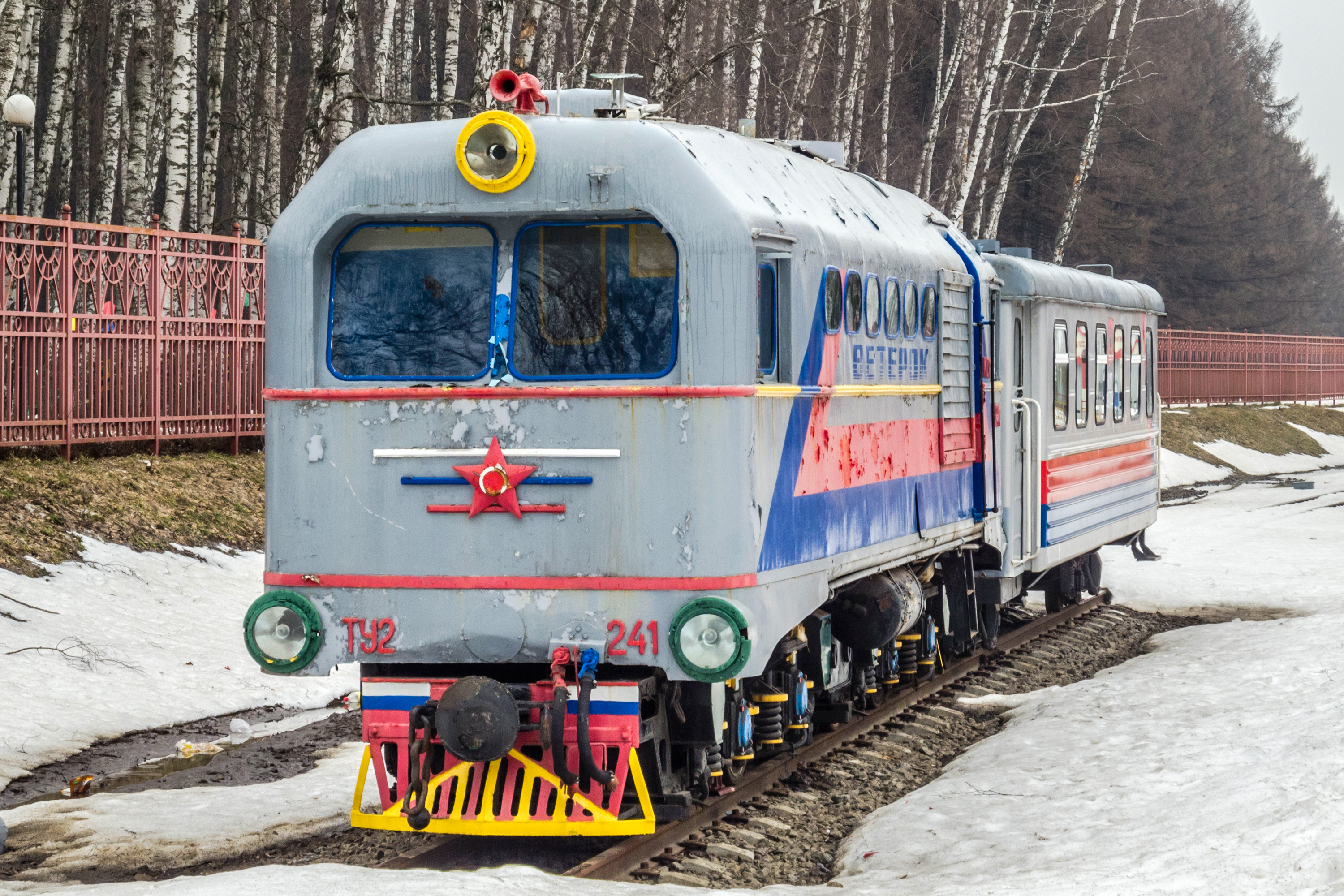
ТУ2-241 в Новомосковске
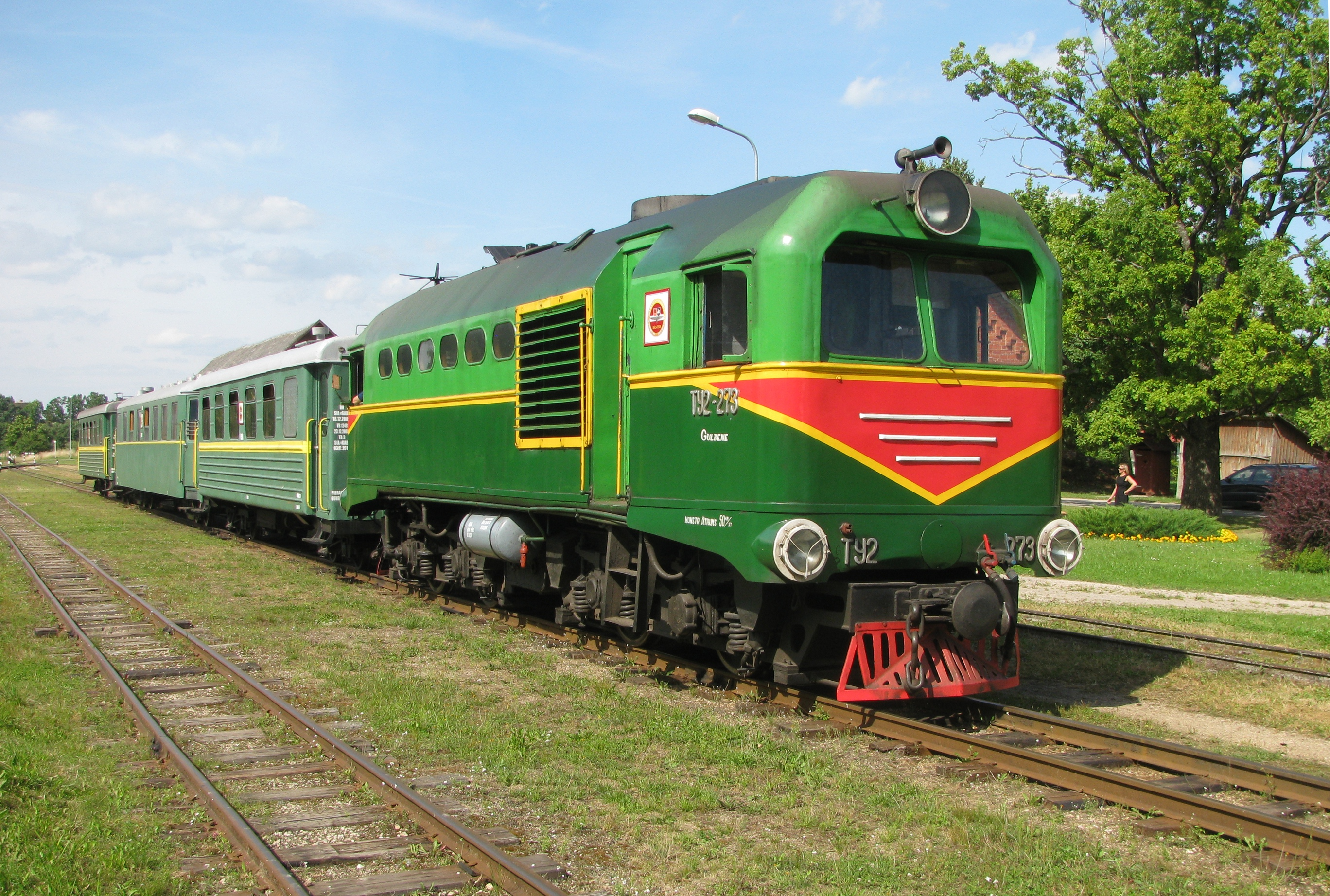
ТУ2-273
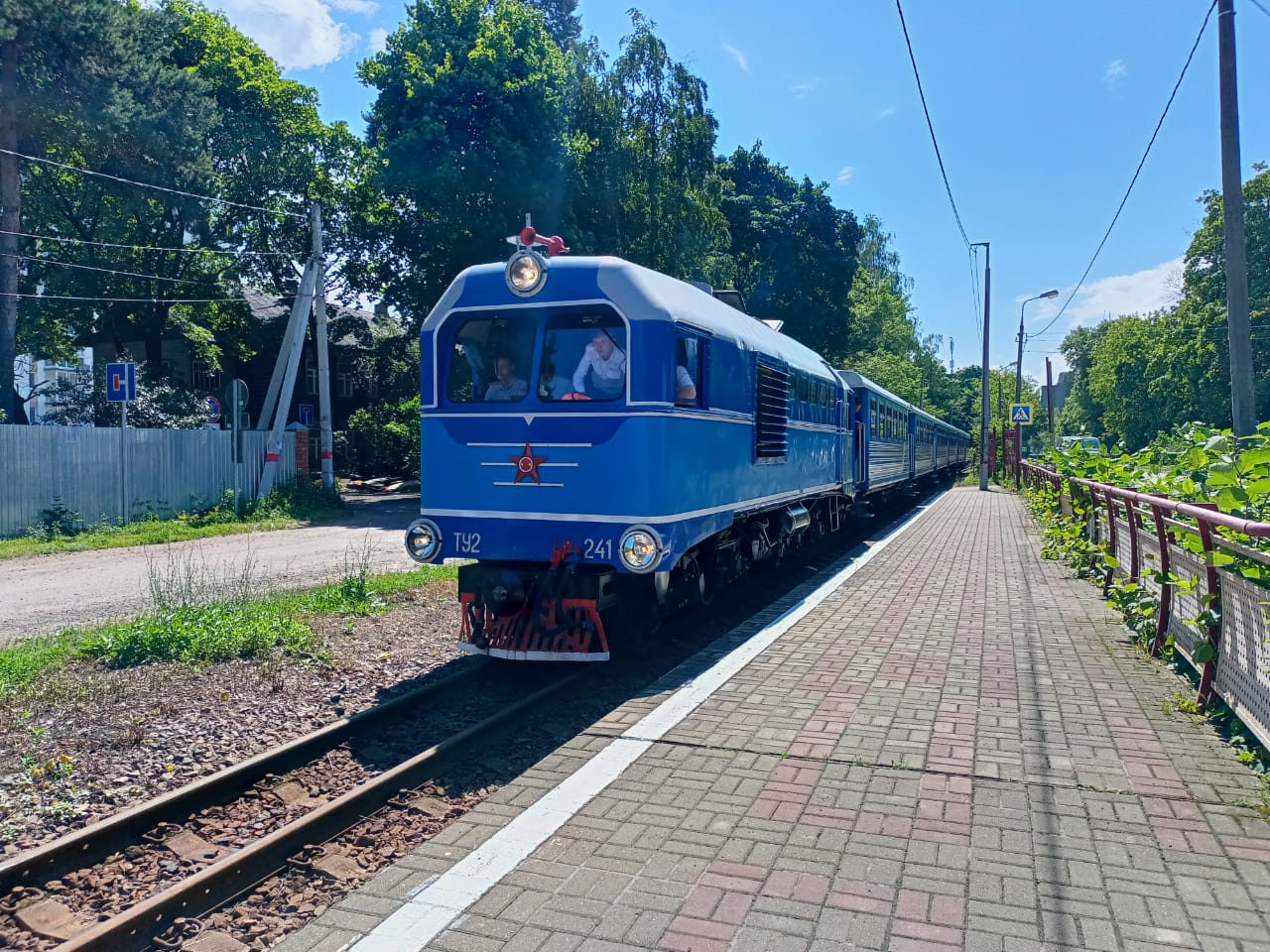
ТУ2-241 в Кратово (МДЖД)

## Тепловозы памятники
| Номер | Местонахождение | Изображение               |
| ----- | --- | ------------------------- |
| 013   | Станция Аникщай Литовской железной дороги |                           |
| 040   | Донецкий железнодорожный музей |                           |
| 051   | Станция Биржай Литовской железной дороги |                           |
| 064   | Ташкентский железнодорожный музей |                           |
| 080   | Тюменская детская железная дорога |                           |
| 090   | Станция Йонишкелис Литовской железной дороги |                           |
| 094   | Музей узкоколейной техники в Лавассааре |                           |
| 101   | Музей узкоколейной техники в Лавассааре |                           |
| 104   | Самарский музей железнодорожного транспорта |                           |
| 113   | Брестский железнодорожный музей | TU2-113_diesel_locomotive |
| 122   | Читинская детская железная дорога |                           |
| 126   | Территория депо Новомосковской детской железной дороги |                           |
| 141   | Территория НОУ "Школа-интернат № 13 ОАО «РЖД» (Екатеринбург) |                           |
| 143   | Тюменская детская железная дорога |                           |
| 169   | Территория депо Алапаевск-2 |                           |
| 173   | Ростовский музей железнодорожного транспорта, станция Гниловская |                           |
| 233   | Установлен в сквере перед станцией Родина Горьковской детской железной дороги в Нижнем Новгороде. Установка локомотива приурочена к 75-летию Детской железной дороги. |                           |
| 243   | Хабаровская детская железная дорога |                           |
| 245   | Станция Пакруойис Литовской железной дороги |                           |

## Используемая литература
- Грибков В. А., Григорьев П. В., Сарин В. И., Сливин Г. А. Узкоколейный тепловоз ТУ2. — Трансжелдориздат, 1958.

## См. также

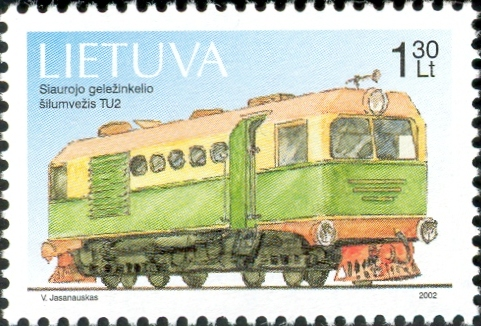
Тепловоз ТУ2 на марке Литвы 2002 года